# بهینه‌سازی متوالی کمینه
بهینه‌سازی متوالی کمینه (SMO) یک الگوریتم برای حل برنامه‌نویسی درجه دومی (QP) است که در طول آموزش ماشین بردار پشتیبان ایجاد می‌شد. این الگوریتم توسط جان پلات در سال ۱۹۹۸ در تحقیقات مایکروسافت اختراع شد. SMO به‌طور گسترده‌ای برای آموزش ماشین بردار پشتیبان استفاده می‌شود و در ابزار محبوب LIBSVM ئیاده سازی شده‌است. انتشار الگوریتم SMO در سال ۱۹۹۸ هیجان زیادی در جامعهٔ SVM به وجود آورد چرا که قبل از آن روش‌های موجود برای آموزش SVM بسیار پیچیده‌تر بود و و غالباً نیاز به ماشی‌های حل QP بود.